# De Praestigiis Daemonum et Incantationibus ac Venificiis
De Praestigiis Daemonum et Incantationibus ac Venificiis  (Sobre a Ilusão de Demônios, Feitiços e Venenos, 1563) é um livro escrito pelo médico neerlandês Johann Weyer (1515 – 1588), ocultista e demonologista, discípulo e seguidor de Heinrich Cornelius Agripa.
O livro defende a ideia de que o Demônio não é tão poderoso quanto a Igreja Católica pregava, mas também defende que os demônios têm algum poder e que poderiam aparecer a pessoas que os invocassem, criando ilusões. Sobre as invocações, no entanto, Weyer referia-se a mágicos (ilusionistas) e não a feiticeiras. O livro é um também é um catálogo de demônios (que chamava espíritos). A obra nunca negou a existência do Diabo ou de um grande número de outros demônios, de alta e baixa hierarquia.
O livro teve várias edições (escritas em latim), e algumas traduções para o inglês, a primeira por Reginald Scot.